# Moviment Independentista Martiniquès
El Moviment Independentista Martiniquès (Mouvement Independentiste Martiniquais o Mouvman Endépendantis Matinitjé, MIM) és un partit polític fundat el 16 de juliol de 1978 i dirigit per Alfred Marie-Jeanne, partidaris de la descolonització i independència de Martinica.

## Història
Té el seu origen en el grup La Parole au Peuple, fundat el 1973 per Alfred Marie-Jeanne, Garcin Malsa, Lucien Veilleur i Marc Pulvar. Durant els anys vuitanta patiren una escissió radical dirigida per Luc Reinette, qui formà l'Aliança Revolucionària Caribenya (ARC) amb grups similars de Guadeloupe i la Guaiana Francesa.
Durant els anys 1990 va substituir la radicalitat i el suport a la lluita armada per la participació en les eleccions. A les eleccions regionals de 1990 va obtenir 7 escons al Consell Regional de Martinica, que augmentaren a 9 el 1992. Alfred Marie-Jeanne aconseguí un dels escons martiniquesos a l'Assemblea Nacional Francesa. A les eleccions municipals de 2001 assolí ser el principal grup de l'oposició a Fort-de-France. A les eleccions regionals franceses de 1998 va obtenir el 24,6% dels vots i 13 escons al Consell Regional de Martinica, i Alfred Marie-Jeanne fou nomenat president del Consell gràcies als vots dels partits d'esquerra contra el candidat de la dreta, Pierre Petit.
A les eleccions regionals franceses de 2004 va formar la llista « Patriotes » MIM - CNCP, que va obtenir 74.860 vots i 28 escons de 41 al Consell Regional, una còmoda majoria.

## Resultats de les eleccions regionals i cantonals de 2008
Després de les eleccions de 2008 compta amb dos diputats al Consell General de Martinica (Lucien Adenet i Jean-Philippe Nilor) i un alcalde (Lucien Veilleur, de Rivière-Pilote). Alhora, té 2 regidors a l'ajuntament de Fort-de-France (MIM/CNCP/Palima), 4 al de Le Lamentin (MIM/CNCP/PCM), 6 al de Sainte-Luce, 5 a Le François, 7 a Rivière-Salée, 5 a Saint-Esprit, 6 a Les Trois-Îlets, 3 a La Trinité, 2 a Le Vauclin i un a Le Robert, Le Morne-Rouge, Le Marin i Le Gros-Morne.